# Тито, Кейна
Кейна Тито — бывшая первая леди Республики Кирибати и известная сторонница сохранения местных традиций Кирибати.
Тито — жена Тебуроро Тито, который был президентом Кирибати с 1994 по 2003 год. В этот период Кейна сопровождала мужа на официальных мероприятиях, где выступала с обращениями на тему сохранения культуры. На микронезийском субрегиональном совещании в марте 2000 года она призвала женщин, в частности, поддерживать «хорошие аспекты наших традиций и культур, которые мирно объединяли нас на протяжении сотен лет и которым сейчас угрожает исчезновение в результате стремительного прилива глобальных экономических, социальных и политических изменений». Встреча была приурочена к празднованию Международного женского дня, и тема, поддержанная президентской четой, была «Женщины для сохранения и укрепления нашей культуры и мира».
Кейна Тито — соавтор главы «Традиция: древнее гильбертийское общество» в книге «Кирибати: аспекты истории», сборнике статей по истории Кирибати, написанных учёными Кирибати.